# Alexandre Lacazette
Alexandre Armand Lacazette (Lyon, 28 de mayo de 1991) es un futbolista francés que juega de delantero en el  Neom Sports club de la Liga Profesional Saudí.
Jugó más de 150 partidos en todas las competiciones con el Olympique de Lyon desde 2009, anotando más de 50 goles en la Ligue 1. En la temporada 2014-15 fue el máximo goleador del campeonato francés con 27 goles en 33 partidos, y también fue premiado como Jugador del Año por su desempeño en la temporada 2014-15.
También ha representado a Francia a través de todas las categorías inferiores. Ganó la Eurocopa Sub-19 de 2010 con la selección francesa sub-19, anotando el gol de la victoria en la final contra España. Hizo su debut con la selección absoluta en junio de 2013, anotando su primer gol en marzo de 2015.

## Inicios
De origen guadalupeño, comenzó a jugar al fútbol en el equipo L’Elan Sportif de Lyon. Luego entró en el centro de formación del Olympique de Lyon. Debutó el 5 de mayo de 2010 en la Ligue 1.

## Trayectoria

### Inicios
Comenzó a jugar en 1998 en el ELCS Lyon. En 2003 ingresó en las categorías inferiores del Olympique de Lyon. Fue comparado con el exdelantero del Lyon Sonny Anderson por varios entrenadores, incluido el propio Sonny. Jugó en el equipo Sub-18, que terminó tercero en el Championnat National Sub-18 durante la temporada 2007-08. La siguiente temporada, jugó el Championnat de France amateur, en el que anotó 5 goles en 19 partidos.
En la temporada 2009-10, tuvo una temporada estelar en el CFA, marcó 12 goles en 22 partidos. Durante la parte final de la temporada, fue convocado por Claude Puel para jugar con el primer equipo.

### Olympique de Lyon
El 2 de mayo de 2010, estuvo en el banquillo en el partido de Ligue 1 frente al Montpellier H. S. C., partido que ganó el Lyon por 1-0. Tres días después, debutó en un partido de liga frente al Auxerre. El 3 de julio, firmó su primer contrato profesional por tres años. En el contrato, ponía que debería continuar una temporada más en el equipo amateur y que sería jugador del primer equipo a partir del 1 de julio de 2011.
Tras una gran temporada internacional, el club italiano A. S. Roma se interesó en ficharle. Jugó la Eurocopa Sub-19 del 2010 junto a algunos de sus compañeros de equipo, como Yannis Tafer y Clément Grenier. Consiguieron ganar la Eurocopa Sub-19, en la que fue el segundo máximo goleador del campeonato con 3 goles junto a Zvonko Pamić y Cédric Bakambu. En julio empezó a entrenar con el primer equipo, como se acordó en el contrato. El 31 de octubre anotó su primer gol como profesional en un partido de liga ante el Sochaux, que acabó con victoria del Lyon por 2-1. Tres días después, hizo su debut en Liga de Campeones de la UEFA, entrando como sustituto en un partido ante el S. L. Benfica. Minutos después de entrar, dio una asistencia de gol a Yoann Gourcuff. También dio la asistencia del segundo gol. A pesar de que el Lyon marcara 3 goles, no consiguió remontar el 4-0 que consiguió el equipo portugués, por lo que perdieron 4-3.
Después de llegar a las semifinales de la Copa Mundial Sub-20 de 2011, comenzó la temporada con el Lyon. Compitió por el tercer puesto de delantero por detrás de Lisandro López y Bafétimbi Gomis con Jimmy Briand. Sin embargo, Rémi Garde, debido a las abundantes lesiones que tenían los jugadores del Lyon en la primera mitad, lo utiliza como jugador de repuesto para cuando algún jugador se lesione. El 6 de noviembre, anotó su primer gol de la temporada de nuevo frente al Sochaux, equipo al que anotó su primer gol como profesional. Durante el descanso internacional en noviembre, Bernard Lacombe elogió la gran progresión del jugador. El 7 de diciembre contribuyó en la goleada por 7-1 al Dinamo Zagreb en la Liga de Campeones. Gracias a este resultado, el Lyon consiguió clasificarse para los octavos de final por noveno año consecutivo. El 31 de enero de 2012, anotó su primer doblete como profesional en la semifinal de la Copa de la Liga de Francia frente al F. C. Lorient, partido que acabó 2-4 con victoria para el Lyon. El 8 de febrero, en un partido de la Copa de Francia ante el Girondins de Burdeos, anotó el gol del empate para que el partido fuera a la prórroga. El partido lo ganó el Lyon por 3-1. El 14 de febrero, en la cuarta ronda de la Liga de Campeones, anotó el único gol del Lyon en un partido frente el APOEL de Nicosia, antes de anotar de nuevo en la jornada 27 de la Liga frente al Lille O. S. C. El 28 de abril, jugó la final de Copa frente al U. S. Quevilly y dio la asistencia del único gol. El partido acabó 1-0 a favor del Lyon y así, conseguía el primer campeonato de su carrera.

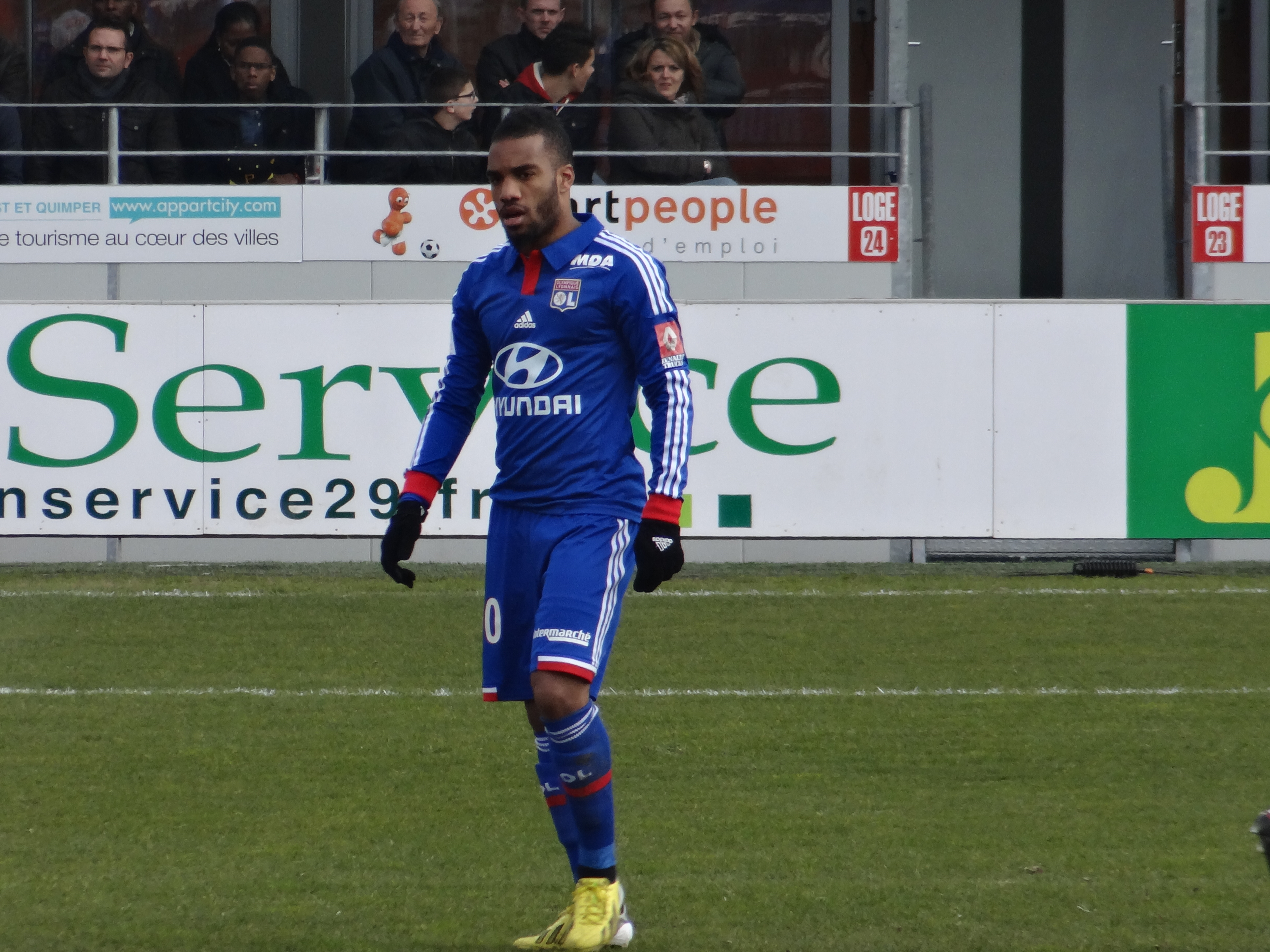
Jugando un partido ante el Brest en 2013

Empezó a utilizar el dorsal 10 en la campaña 2012-13, que había pertenecido a Ederson. El 28 de julio, jugaron la final de la Supercopa de Francia en el estadio Red Bull Arena del equipo estadounidense New York Red Bulls, ante el Montpellier H. S. C. En el partido, dio una asistencia a Jimmy Briand. El Lyon ganó la Supercopa, el segundo campeonato de su carrera.
Jugó mucho tiempo como extremo derecho durante el curso 2013-14, pero Rémi Garde cambió su posición a delantero, donde jugaría junto a Gomis. Hizo una buena temporada, terminó como el séptimo máximo goleador de la Liga con 15 goles y 22 goles en todas las competiciones.
Comenzó la temporada 2014-15, marcando 10 goles y dando 4 asistencias, realizando el mejor comienzo de temporada de su carrera. En la jornada 13 de la Liga, consiguió convertirse en el máximo goleador de la Liga con 11 goles. En la jornada 18 de la Liga, marcó un doblete ante el S. M. Caen, frente al equipo local. Con 15 goles en 18 jornadas de Liga, anotó los mismos goles que anotó en la Liga en la temporada anterior. Explicó que en julio de 2013, durante una estancia en Nueva York, Estados Unidos, el jugador francés Thierry Henry, le dio consejos para mejorar su juego, aconsejándole trabajar sin descanso para estar al mejor nivel, lo que le ayudó para anotar tantos goles. En la primera mitad de la Liga, consiguió anotar 17 goles, después de haber marcado un doblete ante el Girondins de Burdeos. El Lyon, finalizó la primera mitad de la Liga en tercera posición, por detrás del Olympique de Marsella, que estaba en segunda posición y del París Saint-Germain, que estaba en primera posición. En la jornada 20 de la Liga, anotó otro doblete, esta vez ante el Toulouse. Habiendo anotado 19 goles en 20 partidos de la Liga, se convirtió en el segundo máximo goleador europeo, por detrás de Cristiano Ronaldo. El Lyon, consiguió ponerse líder de la Liga. El 25 de enero de 2015, marcó un gol de penalti ante el F. C. Metz. En ese mismo partido, sufrió una lesión muscular. A falta de 2 partidos para el final de la Liga, anotó 27 goles en 31 partidos, 8 de ellos de penalti. Recibió el premio Lion d'Or. Tras una gran temporada, varios grandes equipos se interesaron en ficharle.

## Selección nacional

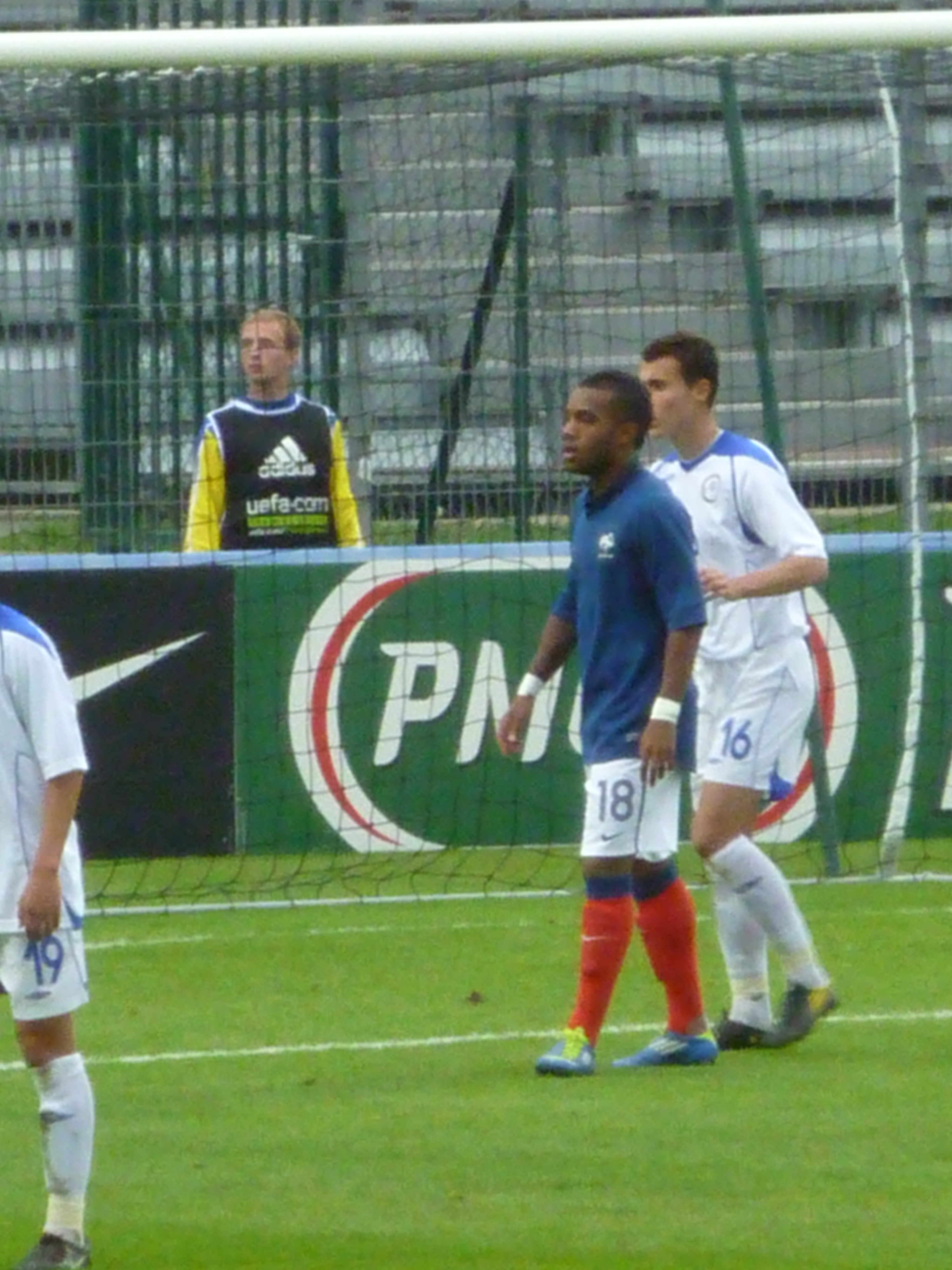
Jugando con Francia sub-21 ante Kazajistán.

### Selección sub-17
Con la selección sub-17 jugó la Eurocopa Sub-17 de 2008, celebrada en Turquía. La selección sub-17 francesa quedó subcampeona del campeonato, tras perder por 0-4 ante España sub-17. Anotó 1 gol en el campeonato.

### Selección sub-19
Con la selección Sub-19, jugó la Eurocopa Sub-19 de 2010, celebrada en Francia. La selección sub-19 francesa quedó campeona del campeonato, tras ganar por 1-0, con gol de Lacazette, a España sub-19. Anotó 3 goles en el campeonato, consiguiendo ser el segundo máximo goleador del campeonato junto a Zvonko Pamić y Cédric Bakambu, este último compañero de selección.

### Selección sub-20
Regularmente seleccionado con los equipos de Francia juveniles, participó en diversos campeonatos durante 2008 y 2010. El director técnico Francis Smereki vio en él «un delantero vivo y oportunista pero con falta de minutos de juego» .
Disputó el Mundial Sub-20 en Colombia donde fue una de las figuras del torneo.

### Selección olímpica
Fue convocado por el entrenador de la selección sub-23 de Francia, Thierry Henry, como uno de los tres futbolistas que el reglamento permite por encima de la edad límite para representar a su país en los Juegos Olímpicos de París 2024.[cita requerida] La selección gala logró la medalla de plata al caer con su par de España por 5 a 3.[cita requerida]

### Participaciones con la selección
| Torneo                                    | Sede     | Resultado    |
| ----------------------------------------- | -------- | ------------ |
| Campeonato Europeo Sub-17 de la UEFA 2008 | Turquía  | Subcampeón   |
| Campeonato Europeo de la UEFA Sub-19 2010 | Francia  | Campeón      |
| Copa Mundial Sub-20 de 2011               | Colombia | Cuarto lugar |

## Estadísticas

### Clubes
Actualizado al último partido disputado el 17 de mayo de 2025.
| Club                      | Div.          | Temporada     | Liga  | Liga  | Liga   | Copas nacionales | Copas nacionales | Copas nacionales | Copas internacionales | Copas internacionales | Copas internacionales | Total | Total | Total  | Media goleadora |
| Club                      | Div.          | Temporada     | Part. | Goles | Asist. | Part.            | Goles            | Asist.           | Part.                 | Goles                 | Asist.                | Part. | Goles | Asist. | Media goleadora |
| ------------------------- | ------------- | ------------- | ----- | ----- | ------ | ---------------- | ---------------- | ---------------- | --------------------- | --------------------- | --------------------- | ----- | ----- | ------ | --------------- |
| Olympique de Lyon Francia | 1.ª           | 2009-10       | 1     | 0     | 0      | 0                | 0                | 0                | 0                     | 0                     | 0                     | 1     | 0     | 0      | 0               |
| Olympique de Lyon Francia | 1.ª           | 2010-11       | 9     | 1     | 0      | 0                | 0                | 0                | 2                     | 1                     | 2                     | 11    | 2     | 2      | 0.18            |
| Olympique de Lyon Francia | 1.ª           | 2011-12       | 29    | 5     | 1      | 8                | 4                | 1                | 6                     | 1                     | 1                     | 43    | 10    | 3      | 0.23            |
| Olympique de Lyon Francia | 1.ª           | 2012-13       | 31    | 3     | 3      | 1                | 0                | 1                | 5                     | 1                     | 0                     | 37    | 4     | 4      | 0.11            |
| Olympique de Lyon Francia | 1.ª           | 2013-14       | 36    | 15    | 3      | 6                | 5                | 3                | 12                    | 2                     | 1                     | 54    | 22    | 7      | 0.41            |
| Olympique de Lyon Francia | 1.ª           | 2014-15       | 33    | 27    | 5      | 3                | 3                | 2                | 4                     | 1                     | 0                     | 40    | 31    | 7      | 0.78            |
| Olympique de Lyon Francia | 1.ª           | 2015-16       | 34    | 21    | 3      | 4                | 0                | 1                | 6                     | 2                     | 0                     | 44    | 23    | 4      | 0.52            |
| Olympique de Lyon Francia | 1.ª           | 2016-17       | 30    | 28    | 3      | 3                | 2                | 1                | 12                    | 7                     | 1                     | 45    | 37    | 5      | 0.82            |
| Arsenal F. C. Inglaterra  | 1.ª           | 2017-18       | 32    | 14    | 4      | 3                | 0                | 0                | 4                     | 3                     | 0                     | 39    | 17    | 4      | 0.44            |
| Arsenal F. C. Inglaterra  | 1.ª           | 2018-19       | 35    | 13    | 8      | 4                | 1                | 1                | 10                    | 5                     | 2                     | 49    | 19    | 11     | 0.39            |
| Arsenal F. C. Inglaterra  | 1.ª           | 2019-20       | 30    | 10    | 4      | 4                | 0                | 0                | 5                     | 2                     | 0                     | 39    | 12    | 4      | 0.31            |
| Arsenal F. C. Inglaterra  | 1.ª           | 2020-21       | 31    | 13    | 2      | 4                | 1                | 1                | 8                     | 3                     | 0                     | 43    | 17    | 3      | 0.41            |
| Arsenal F. C. Inglaterra  | 1.ª           | 2021-22       | 30    | 4     | 7      | 6                | 2                | 1                | —                     | —                     | —                     | 36    | 6     | 8      | 0.17            |
| Arsenal F. C. Inglaterra  | Total club    | Total club    | 158   | 54    | 25     | 21               | 4                | 3                | 27                    | 13                    | 2                     | 206   | 71    | 30     | 0.34            |
| Olympique de Lyon Francia | 1.ª           | 2022-23       | 35    | 27    | 5      | 4                | 4                | 1                | —                     | —                     | —                     | 39    | 31    | 6      | 0.79            |
| Olympique de Lyon Francia | 1.ª           | 2023-24       | 29    | 19    | 2      | 6                | 3                | 2                | —                     | —                     | —                     | 35    | 22    | 4      | 0.63            |
| Olympique de Lyon Francia | 1.ª           | 2024-25       | 30    | 15    | 2      | 2                | 0                | 0                | 10                    | 4                     | 1                     | 42    | 19    | 3      | 0.45            |
| Olympique de Lyon Francia | Total club    | Total club    | 297   | 161   | 27     | 37               | 21               | 12               | 57                    | 19                    | 6                     | 391   | 201   | 45     | 0.51            |
| Neom S. C. Arabia Saudita | 1.ª           | 2025-26       | 0     | 0     | 0      | 0                | 0                | 0                | —                     | —                     | —                     | 0     | 0     | 0      | 0               |
| Neom S. C. Arabia Saudita | Total club    | Total club    | 0     | 0     | 0      | 0                | 0                | 0                | 0                     | 0                     | 0                     | 0     | 0     | 0      | 0               |
| Total carrera             | Total carrera | Total carrera | 455   | 215   | 52     | 58               | 25               | 15               | 84                    | 32                    | 8                     | 597   | 272   | 75     | 0.46            |
| 1. 2.                     |               |               |       |       |        |                  |                  |                  |                       |                       |                       |       |       |        |                 |

### Tripletes
| 1 | 5 de octubre de 2014    | Olympique de Lyon – Lille         |  | 3 – 0 | Ligue 1 2014-15 |
| 2 | 8 de noviembre de 2015  | Olympique de Lyon – Saint-Étienne |  | 3 – 0 | Ligue 1 2015-16 |
| 3 | 7 de mayo de 2016       | Olympique de Lyon – Montpellier   |  | 6 – 1 | Ligue 1 2015-16 |
| 4 | 14 de agosto de 2016    | Nancy – Olympique de Lyon         |  | 0 – 3 | Ligue 1 2016-17 |
| 5 | 21 de enero de 2023     | Chambéry SF – Olympique de Lyon   |  | 0 – 3 | Ligue 1 2022-23 |
| 6 | 7 de mayo de 2023       | Olympique de Lyon – Montpellier   |  | 5 – 4 | Ligue 1 2022-23 |
| 7 | 10 de diciembre de 2023 | Olympique de Lyon – Toulouse      |  | 3 – 0 | Ligue 1 2023-24 |

## Palmarés

### Campeonatos nacionales
| Título               | Club              | País       | Año  |
| -------------------- | ----------------- | ---------- | ---- |
| Copa de Francia      | Olympique de Lyon | Francia    | 2012 |
| Supercopa de Francia | Olympique de Lyon | Francia    | 2012 |
| Community Shield     | Arsenal F. C.     | Inglaterra | 2017 |
| FA Cup               | Arsenal F. C.     | Inglaterra | 2020 |
| Community Shield     | Arsenal F. C.     | Inglaterra | 2020 |

### Campeonatos internacionales
| Título           | Selección            | Sede    | Año  |
| ---------------- | -------------------- | ------- | ---- |
| Eurocopa Sub-19  | Selección de Francia | Francia | 2010 |
| Juegos Olímpicos | Selección de Francia | París   | 2024 |

### Distinciones individuales
| Distinción                                 | Año  |
| ------------------------------------------ | ---- |
| Segundo máximo goleador del Europeo Sub-19 | 2010 |
| Lion d'Or                                  | 2015 |
| Máximo goleador de la Ligue 1 (27 goles)   | 2015 |